# Dakota Fanning
Hannah Dakota Fanning (ur. 23 lutego 1994 w Conyers) – amerykańska aktorka i modelka.

## Życiorys
Urodziła się jako córka Stevena i Heather z d. Arrington. Jej młodszą siostrą jest Elle Fanning.
Debiutowała gościnnymi rolami w takich serialach jak: Ostry dyżur czy Ally McBeal. Ważnym momentem w przebiegu jej kariery okazał się rok 2001 kiedy to zagrała jedną z głównych ról w filmie Jestem Sam. Występ ten przyniósł jej sporą popularność, uznanie w oczach krytyków i kolejne propozycje. Od tamtego czasu zagrała w wielu produkcjach u boku największych gwiazd Hollywood takich jak Steven Spielberg, Tony Scott czy Quentin Tarantino. Wielokrotnie nagradzana prestiżowymi statuetkami.
Fanning ma szeroko rozwinięte zainteresowania i umiejętności: uczy się języków, gra na instrumentach, umie pływać, szydełkować. Duże kontrowersje wywoływała jej rola w filmie Hounddog (2007), w którym zagrała w scenie gwałtu. Kolejne produkcje z jej udziałem to m.in. Cutlass (2007), Skrzydlate cienie (2008), Push (2009), Amerykańska sielanka (2016) czy Pewnego razu... w Hollywood (2019).
Od 2005 roku Fanning pojawiła się w wielu rankingach. Uzyskała m.in. tytuł Najbardziej Wpływowej Aktorki w Hollywood (2005), umieszczona została na listach 100 Kobiet w Hollywood (2007), 100 Znakomitości Show-Biznesu (2007), Najbogatszych Gwiazd Poniżej 21. roku życia (2007).
Fanning bierze także udział w profesjonalnych sesjach zdjęciowych (np. z Karlem Lagerfeldem, Tomem Fordem) i kampaniach reklamujących odzież znanych projektantów (Marc Jacobs).

## Filmografia
Aktorka
- 2001: Father Xmas jako Claire
- 2001: Jestem Sam jako Lucy Diamond Dawson (starsza)
- 2001: Kocurek jako mała dziewczynka w parku
- 2002: 24 godziny jako Abby Jennings
- 2002: Dziewczyna z Alabamy jako mała Melanie
- 2002: Jaś i Małgosia jako Katie
- 2002: Wybrańcy obcych jako Allie Keys
- 2003: Dziewczyny z wyższych sfer jako Lorraine „Ray” Schleine
- 2003: Kot jako Sally Walden
- 2004: Człowiek w ogniu jako Lupita Martin „Pita” Ramos
- 2004: Przyjaciele jako Mackenzie, córka właścicieli domu Moniki i Chandlera
- 2005: Dziewięć kobiet (Nine Lives) jako Maria
- 2005: Siła strachu jako Emily Callaway
- 2005: Wojna światów jako Rachel Ferrier
- 2005: Wyścig marzeń jako Cale Crane
- 2006: Pajęczyna Charlotty jako Fern Arable
- 2007: Cutlass jako Lacy
- 2007: Hounddog jako Lewellen
- 2008: Sekretne życie pszczół jako Lily Owens
- 2008: Skrzydlate cienie jako Anne Hagen
- 2009: Push jako Cassie Holmes
- 2009: Saga „Zmierzch”: Księżyc w nowiu jako Jane
- 2010: Saga „Zmierzch”: Zaćmienie jako Jane
- 2010: The Runaways: Prawdziwa historia (The Runaways) jako Cherie Currie
- 2012: Effie jako Effie
- 2012: Motelowe życie (The Motel Life) jako Annie James
- 2012: Niech będzie teraz (Now Is Good) jako Tessa Scott
- 2012: Saga „Zmierzch”: Przed świtem – część 2 jako Jane
- 2013: Bardzo grzeczne dziewczyny (Very Good Girls) jako  Lilly Berger
- 2013: Ostatnia rola (The Last of Robin Hood) jako Beverly Aadland
- 2015: The Benefactor jako Olivia
- 2016: Amerykańska sielanka (American Pastoral) jako Merry Levov
- 2016: Wendeta (Brimstone) jako Liz
- 2017: Zachowaj spokój (Please Stand By) jako Wendy
- 2018: Ocean’s 8 jako Penelope Stern
- 2018: Alienista (The Alienist) jako Sara Howard
- 2019: Pewnego razu... w Hollywood (Once Upon a Time in Hollywood) jako Squeaky Fromme[1]
- 2019: Sweetness in the Belly jako Lilly Abdal
- 2020: Viena and the Fantomes jako Viena
- 2023: Bez litości 3. Ostatni rozdział (The Equalizer 3) jako Emma Collins
- 2024: The Watchers jako Mina

Głos
- 2003: Kim Kolwiek: Było, jest i będzie jako Kim
- 2004: In the Realms of the Unreal jako narrator
- 2004: Mój sąsiad Totoro jako Satsuki Kusakabe[a]
- 2005: Lilo i Stich 2: Mały feler Sticha jako Lilo
- 2009: Koralina i tajemnicze drzwi jako Koralina Jones

## Wybrane nagrody i nominacje
- 2002: Satellite Awards, wybitny nowy talent – Jestem Sam
- 2003: Saturn Award, najlepsza aktorka drugoplanowa w serialu TV – Wybrańcy obcych (nominacja)
- 2005: MTV Movie Awards, najlepsza scena strachu – Siła strachu
- 2006: Saturn Award, najlepsza młoda aktorka – Wojna światów
- 2006: Young Artist Awards, najlepsza aktorka w komedii lub dramacie – Wyścig marzeń
- 2007: BFCA Awards, najlepsza młoda aktorka – Pajęczyna Charlotty (nominacja)
- 2007: Nickelodeon Kids’ Choice Awards, ulubiona aktorka filmowa – Pajęczyna Charlotty
- 2010: MTV Movie Awards best kiss, z Kristen Stewart – The Runaways: Prawdziwa historia (nominacja)
- 2020: Nagroda Gildii Aktorów Ekranowych, wybitny występ zespołu aktorskiego w filmie kinowym – Pewnego razu... w Hollywood (nominacja)[2]